# Claretiner
Die Claretiner (offizieller Name Söhne des unbefleckten Herzens der seligen Jungfrau Maria, oft auch Herz-Marien-Missionare genannt; Ordenskürzel CMF) sind eine weltweit tätige, römisch-katholische Kongregation, die 1849 im katalanischen Vic in den Wirren des Zweiten Carlistenkriegs vom heiligen Antonius Maria Claret y Clará gegründet wurde.

## Namen
Antonius Maria Claret weihte die neue Gemeinschaft dem Herz Mariens und nannte sie (lateinisch) „Cordis Mariae Filii“, auf Deutsch übersetzt „Söhne des Herzens Mariens“. Im allgemeinen Sprachgebrauch werden die Ordensmitglieder nach dem Namen des Ordensgründers als Claretiner bezeichnet.
Die Anfangsbuchstaben des lateinischen Namens ergeben die Abkürzung CMF. Diese tragen die Ordensmitglieder als Namenszusatz, also zum Beispiel „Pater Antonius Claret CMF“.

## Geschichte

### Vorgeschichte und Ordensgründung
Antonius Maria Claret wollte ursprünglich Kartäuser werden. Nach seiner Priesterweihe 1835 wurde er Pfarrer in seiner Heimatstadt Sallent de Llobregat. 1839 wollte er in die Mission gehen und sich dem katalanischen Bischof Vilardell in Rom anschließen, welcher vor kurzem zum Bischof von Libanon geweiht worden war. Als dieser bei Clarets Ankunft in Rom schon abgereist war, wandte sich Claret erst an den für die Propaganda Fide zuständigen Kardinal, den er jedoch ebenso nicht antraf. So entschloss sich Claret seine jährlichen Exerzitien durchzuführen und suchte zu diesem Zweck den Jesuitenkonvent Il Gesù in Rom auf. Dort wurde ihm vorgeschlagen, Jesuit zu werden. Auf sein Gesuch beim General der Jesuiten wurde er aufgenommen und absolvierte deshalb vom 2. November 1839 bis zum 29. Februar 1840 ein Noviziat bei den Jesuiten. Aus diesem schied er offiziell aus Krankheitsgründen aus, inoffiziell entließ man ihn jedoch, damit er Volksmissionen in Katalonien halten konnte. Zurück in Spanien begann er bald erfolgreich mit den Volksmissionen, die zu seiner zentralen Aufgabe wurden. Wegen Verfolgungen aufgrund der politischen Situation in Spanien musste er bei der Durchführung seines Vorhabens immer wieder zurückstecken. Da Missionen in diesem Gebiet unerwünscht waren, wurden sie teilweise auch Novene genannt. Von 1843 bis 1847 durchwanderte Claret predigend ganz Katalonien. Wegen neuer Verfolgungen verlagerte er von 1848 bis 1849 seine Tätigkeit nach Gran Canaria, wo er in fast jeder Gemeinde Volksmissionen hielt.
1849 kehrte Claret von den Volksmissionen nach Katalonien zurück. In Vic verwirklichte Claret dann seinen Traum und gründete im Priesterseminar von Vic zusammen mit fünf weiteren Diözesanpriestern (Esteban Sala, José Xifre, Domingo Fábregas, Manuel Vilaro und Jaime Clotet) nach Absprache mit dem Bischof der Diözese Llucià Casadevall i Duran die Gemeinschaft der Söhne des unbefleckten Herzens der seligen Jungfrau Maria. Dieser stand er dann als Generaloberer vor bis zu seiner Abreise ins Erzbistum Santiago de Cuba, zu dessen Bischof er ernannt wurde. 1850 gründete er noch die „Töchter des unbefleckten Herzens Mariens“ als Säkularinstitut und als Bischof von Kuba schließlich 1855 dort die „Missionarinnen vom unbefleckten Herz Mariens“ (Claretinerinnen).

### Ausbreitung
Wenige Tage nach Gründung der Kongregation 1849 wurde Pater Claret zum Bischof von Santiago de Cuba berufen. Die Leitung übernahm daher der Mitbegründer P. Esteban Sala bis zu seinem Tod 1858. Ihm folgte als Generaloberer P. José Xifré, ebenfalls ein Mann der ersten Stunde. Er war mehr als 40 Jahre, bis zu seinem Tod 1899, Generaloberer. Nachdem Pater Claret nach Madrid an den Hof zurückgekehrt war, unterstützte er den Generaloberen und die junge Kongregation in vielfältiger Weise. Unter anderem verfasste er auch die Konstitution des Ordens, die von Rom 1870 angenommen wurde.
In dieser Zeit erfuhren die Claretiner eine rasante Ausbreitung: Pater José begann mit einem Haus und zehn Mitgliedern, bei seinem Tod hatte die Kongregation 61 Häuser in mehreren Ländern und 1.300 Mitglieder. Die Stellung des Gründers Claret als Beichtvater und engster Berater der Königin, der ihr viele Entscheidungen einflüsterte und das korrupte isabellinische System unterstützte, war seinem Orden eine große Hilfe, machte ihn aber politisch angreifbar und führte letztlich zu Problemen: Nach der Revolution von 1868, mit der die Königin gestürzt wurde, wurde nicht nur Claret vom Hof vertrieben, sondern alle Claretiner mussten aus Spanien nach Frankreich fliehen; die Kongregation hatte hier auch ihren ersten Märtyrer zu verzeichnen. Pater Claret selbst starb in dieser Verbannung in Südfrankreich. Während dieser Zeit schufen die Claretiner Niederlassungen in vielen Ländern Südamerikas und Afrikas.
Im 20. Jahrhundert ging die Ausbreitung weiter. Es gab aber auch Rückschläge und Not. Allein während des Spanischen Bürgerkrieges wurden 271 Missionare getötet (1992 wurden 51 von ihnen als „Märtyrer von Barbastro“ seliggesprochen).
1949 wurden alle Missionare aus China vertrieben.
Die Heiligsprechung des Ordensgründers Antonius Maria Claret im Jahr 1950 sowie das Zweite Vatikanische Konzil brachten eine Erneuerung für die Kongregation.

## Claretiner heute
Zum 15. Dezember 2013 zählt die Kongregation 19 Bischöfe, 2.155 Priester, zwei ständige Diakone, 164 Brüder, 5553 Studenten mit Profess und 120 Novizen, verteilt auf 487 Gemeinschaften in 64 Ländern.

### Claretianum in Rom
In Rom gibt es ein Päpstliches Institut der Theologie des geweihten Lebens, das „Claretianum“ (ital. L’Istituto Pontificio di Teologia della Vita Consacrata Claretianum). Die 1971 gegründete Einrichtung ist integriert in die Lateranuniversität und befasst sich theologisch mit dem Auftrag der Kleriker in der katholischen Kirche. Papst Franziskus verlieh ihm am 23. Januar 2023 den Zusatz „Päpstlich“.

### Claretiner in Deutschland
Zu Anfang des 20. Jahrhunderts warben die Claretiner in Deutschland mit Anzeigen in Zeitungen und Zeitschriften um Nachwuchs, durften aber hier keine Niederlassung gründen. Interessierte Jugendliche machten sich auf nach Spanien und traten dort bei den Claretinern ein. Ihre Perspektive war der Einsatz in der Mission, besonders auch in der Seelsorge für deutsche Auswanderer in Lateinamerika. Erst als in der Weimarer Republik das aus dem Kulturkampf stammende Verbot der Gründung von Ordensniederlassungen abgeschafft wurde, war an eine Rückkehr nach Deutschland zu denken. 1923 gründeten die Claretiner auf dem Dreifaltigkeitsberg in Spaichingen eine Niederlassung und übernahmen die dortige (seit 1415 bestehende) Wallfahrt.
In der Folge wurden weitere Häuser in Deutschland gegründet: Claretiner-Kolleg in Weißenhorn, Claretiner-Seminar in Frankfurt am Main-Sachsenhausen, Claretinerseminar in Würzburg (seit 1930, ab 1949 Provinzleitung – nach einer 1942 vorangegangenen Auflösung des Knabenseminars durch die Nationalsozialisten) und bis 2005 eine Pfarrei der Claretiner in Lüdenscheid. Seit 2000 besteht eine neue Niederlassung in Mühlberg (Brandenburg), wo die Claretiner das Kloster Marienstern wieder belebt und die Pfarrseelsorge vor Ort übernommen haben. Sie sind dort auch Träger des Ökumenischen Hauses der Begegnung und Stille.
Von Deutschland aus wurden weitere Niederlassungen und Missionen in der Schweiz, in Österreich, in Polen, in den Niederlanden, im Kongo, in Indien und in Sri Lanka gegründet.

## Claretinische Familie
Sie ist der Zusammenschluss der selbstständigen Kongregationen und Institutionen, die von Antonius Maria Clare oder anderen Persönlichkeiten gegründet wurden und in seinem Geist tätig sind. Allen gemeinsam ist die missionarische Arbeit, zur Claretinischen Familie gehören:
- Das 1847 gegründete Säkularinstitut „Filiatio Cordimariana“, reorganisiert 1943 in Plasencia (Spanien) und 1973 als Säkularinstitut päpstlichen Rechts bestätigt
- Die 1849 in Spanien gegründeten Claretiner auch „Missionare, Söhne des unbefleckten Herzens Mariens“
- Die 1855 in Cuba gegründeten Claretinerinnen auch „Schwestern von der unbefleckten Maria“[14]
- Die 1909 in Spanisch-Guinea gegründeten Missionarinnen von der unbefleckten Maria
- Die 1921 in Mexiko gegründeten Herz-Marien-Missionarinnen
- Die 1951 in Vic gegründeten Missionarinnen von der claretinischen Institution
- Die 1958 in Londrina (Brasilien) gegründeten Missionarinnen vom heiligen Antonius Maria Claret[15]
- Die 1983 in Villa de Leyva (Kolumbien) gegründete Laienbewegung der Claretiner

## Generalobere
- Antonius Maria Claret y Clará (1849–1850)[16]
- Esteban Sala y Masnou (1850–1858)[17]
- José Xifré (1858–1899)[18]
- Clemente Serrat (1899–1906)
- Martín Alsina Sevarroja (1906–1922)
- Nicolás García Cuesta (1922–1934)
- Felipe Maroto (1934–1937)
- Nicolás García Cuesta (1937–1949)
- Peter Schweiger (1949–1967)
- Antonio Leghisa (1967–1979)
- Gustavo Alonso (1979–1991)
- Aquilino Bocos Merino (1991–2003)
- Josep Maria Abella Batlle (2003–2015)
- Mathew Vattamattam (seit 2015)[19]

## Ordenspriester
- Josef García-Cascales (1928–2012), Begründer der Cursillo-Bewegung im deutschsprachigen Raum
- José María Querejeta Mendizábal (1921–1997), Bischof von Isabela